# APF TV Fun
APF TV Fun — серия игровых приставок производства APF Electronics Inc, выпускалась в 1976—1977 годах. Классический представитель приставок Pong-типа. С APF TV Fun компания APF Electronics, производитель калькуляторов и другой вычислительной техники, вышла на рынок игровых систем.

## Характеристики

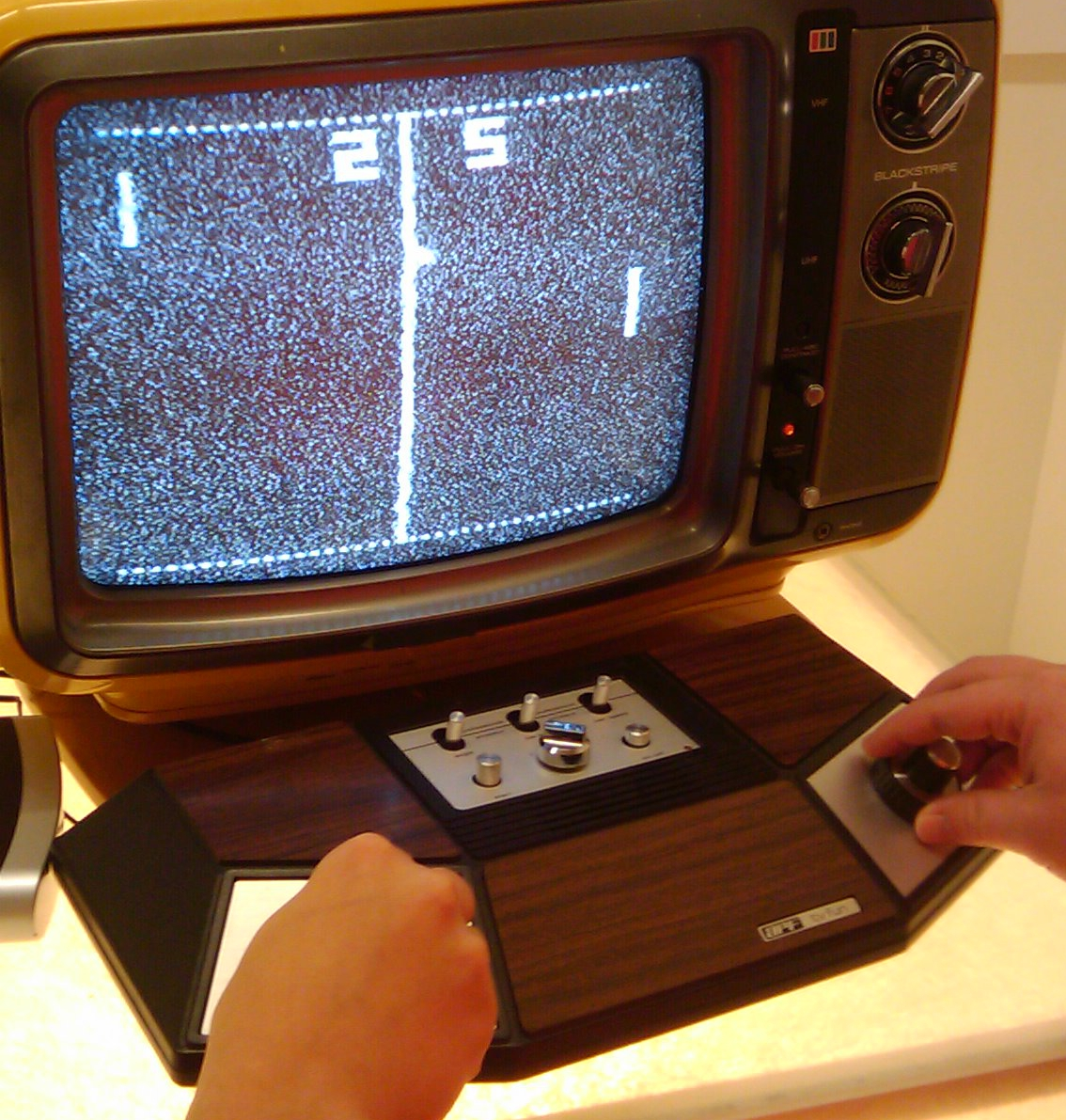
Игра на APF TV Fun (модель с контроллерами на самой приставке)

APF TV Fun, как и многие другие приставки Pong-типа, построена на чипе AY-3-8500 компании General Instruments, который обрабатывает графику и звук.
Используются контроллеры типа paddle. У большинства модификаций два основных контроллера жёстко закреплены на боках корпуса, дополнительные — проводные, представляют собой цилиндры с крутящейся рукояткой на одном торце и выходом для провода — на другом. Кроме того, в комплекте с некоторыми моделями поставлялся световой пистолет.
Звук воспроизводится на встроенном в корпус динамике.
Наверху корпуса располагается панель с группой переключателей: для включения и выключения приставки, выбора игры, кнопки перезапуска приставки (reset) и запуска мяча, а также диск выбора уровня сложности — любительского или профессионального.
В качестве элементов питания используются шесть 1,5 вольтовых батареек либо блок питания.

## Модификации
| Модификации APF TV Fun |                                                                      |                                |        |      |                                                                               |
| Название               | Pong*                                                                | Стрельба*                      | Игроки | Год  | Особенности                                                                   |
| Model 401              | Гандбол, сквош, теннис, хоккей                                       | -                              | 2      | 1976 |                                                                               |
| Model 401A             | Гандбол, сквош, теннис, хоккей                                       | -                              | 2      | 1976 |                                                                               |
| Model 401T             | Бейсбол, сквош, теннис, футбол                                       | -                              | 2      |      |                                                                               |
| Model 402              | Гандбол, теннис, хоккей для двух и для четырёх игроков (всего 6 игр) | Мишень, стрельба по тарелочкам | 4      |      |                                                                               |
| Model 402 Sportsarama  | Гандбол, теннис, хоккей для двух и для четырёх игроков (всего 6 игр) | Мишень, стрельба по тарелочкам | 4      |      |                                                                               |
| Model 405 (APF Match)  | Гандбол, теннис, футбол, хоккей                                      | -                              | 2      | 1977 | Контроллеры могут закрепляться на корпусе приставки, хотя являются проводными |
| Model 406 (APF Match)  | Гандбол, теннис, футбол, хоккей                                      | -                              | 2      | 1977 | Контроллеры могут закрепляться на корпусе приставки, хотя являются проводными |
| Model 442              |                                                                      |                                |        |      |                                                                               |
| Model 444              |                                                                      |                                | 4      |      |                                                                               |

* Pong — игры Pong-типа, Стрельба — игры со световым пистолетом.